# Программа государственного софинансирования пенсии
Программа государственного софинансирования пенсии (софинансирование, программа «1000 на 1000») — это уникальная государственная программа, которая позволяет увеличить будущую пенсию за счёт дополнительных взносов как самого гражданина, так и за счёт средств государства. 31 декабря 2014 года закончился приём новых участников в программу софинансирования пенсии.
Суть программы заключается в формировании пенсионных накоплений граждан РФ путём уплаты дополнительных (к обязательным) страховых взносов гражданина на накопительную часть своей будущей трудовой пенсии, и такой же суммы страховых взносов (софинансирования) государства, а также взносов организаций-работодателей (при желании работодателя). В том числе специально для этого государством формируется Фонд национального благосостояния.
Взносы, поступившие в рамках Программы, включая средства государственного софинансирования, передаются гражданином РФ в инвестиционное управление по своему выбору — либо государственной управляющей компании — Внешэкономбанку, либо частной управляющей компании, либо негосударственному пенсионному фонду. Эти средства, а также полученный инвестиционный доход отражаются на индивидуальном лицевом пенсионном счёте гражданина РФ. Подробную информацию можно также уточнить по телефону горячей линии 8 (800)510-55-55

## Процесс софинансирования пенсии
При перечислении на накопительную часть своей пенсии 2 тыс. и более рублей в год государство удваивает эти деньги: на индивидуальный пенсионный счёт дополнительно перечисляется такая же сумма в пределах 12 тыс. рублей в год.
Третьей стороной софинансирования накопительной части будущей пенсии гражданина может стать его работодатель. Размер денежных средств, перечисляемых работодателем, не ограничен. При этом организация получает льготы от государства — уплаченные работодателем взносы в пользу работника (но не более 12 тыс. рублей в год в расчёте на каждого работника) не подлежат обложению страховыми взносами.
Пример:
Участником Программы перечислено 2 тыс. рублей в год — государство доплачивает ещё 2 тыс. рублей.
Итого, на индивидуальный счёт участника Программы в ПФР будет зачислено 4 тыс. рублей в год.
Если участником Программы перечислено 12 тыс. рублей в год — государство доплатит ещё 12 тыс. рублей.
Итого, за год пенсионный счёт участника Программы пополнится на 24 тыс. рублей.
Можно вносить в фонд своей будущей пенсии и более 12 тыс. рублей год, но взнос государства при этом не превысит 12 тыс. рублей в год.
Пример:
Участником Программы перечислено 15 тыс. рублей в год, государством — 12 тыс. рублей.
Итого за год индивидуальный счёт участника Программы в ПФР пополнится на 27 тыс. рублей.
Нынешние пенсионеры могли участвовать в Программе на общих условиях, если стали участниками Программы до вступления в силу Федерального закона № 345-ФЗ от 04.11.2014 «О внесении изменений в Федеральный закон „О дополнительных страховых взносах на накопительную часть трудовой пенсии и государственной поддержке формирования пенсионных накоплений“ и отдельные законодательные акты Российской Федерации». Государство софинансирует их взносы на накопительную часть пенсии в пределах 12 тыс. рублей в год.
Если же пенсионер стал участниками Программы после вступления в силу Федерального закона № 345-ФЗ от 04.11.2014, то он по-прежнему имеет право на участие в Программе и внесение добровольных взносов, однако софинансироваться эти взносы не будут.

## Особые условия по софинансированию пенсии
Особые условия для участия в Программе государственного софинансирования пенсии созданы для граждан, которые достигли общеустановленного пенсионного возраста (для женщин — 65 лет, для мужчин — 70 лет), но не обратились в Пенсионный фонд России за начислением ни одной из частей трудовой пенсии.
Для них объём государственного софинансирования увеличивается в 4 раза, но не превышает 48 тыс. рублей в год. То есть, перечислив 12 тыс. рублей в год на накопительную часть пенсии, с учётом взноса государства гражданин за год пополнит свой индивидуальный пенсионный счёт на 60 тыс. рублей в год.
Ограничения:
Правительство исключило работающих пенсионеров из числа возможных участников программы государственного софинансирования пенсий.

## Льготы по софинансированию пенсии
Из сумм, которые человек внесёт на накопительную часть своей пенсии в рамках Программы софинансирования, может быть произведён социальный налоговый вычет по подоходному налогу. Посредством этого вычета гражданину предоставляется право вернуть 13 % от своих взносов.

## Правопреемство на средства по софинансированию
Средства, накопленные в рамках Программы государственного софинансирования пенсии, наследуются правопреемниками в случае смерти гражданина в том же порядке, который предусмотрен для пенсионных накоплений в системе обязательного пенсионного страхования (ОПС). Выплаты производятся правопреемникам в том случае, если смерть участника Программы наступила до момента оформления пенсии, а также если участник программы достиг пенсионного возраста и назначил срочную пенсионную выплату (срок не менее 10 лет). В этом случае выплачивается остаток пенсионных накоплений.